# Boaventura Delfim Pereira
Boaventura Delfim Pereira, Barão de Sorocaba (Lisboa, Encarnação, 14 de Junho/Julho de 1788 / 14 de Julho de 1789 - Rio de Janeiro, c. 1829) foi um nobre brasileiro.

## Família
Filho de Rodrigo António Pereira Gomes (Santarém, Azoia de Baixo, bap. 1 de Junho de 1751 - ?), o qual foi Cavaleiro Professo na Ordem de Cristo e Fidalgo de Cota de Armas (para Pereira e Gomes, com timbre de Pereira, por Carta de D. Maria I de Portugal / D. João, Príncipe Regente de 18 de Novembro de 1813), e de sua segunda mulher (Lisboa, São Mamede, 24 de Maio de 1788) Rita Delfina Sanches (Lisboa, São Mamede, 13 de Abril de 1772 - ?), filha de Luís José Sanches e de sua mulher Leonor Caetana Joaquina da Silva. Seus avós paternos, João António Pereira (filho de Bernardo Gomes Pereira e de sua mulher Maria Teresa Pereira) e sua mulher Joana Teresa Gomes, eram ambos naturais e moradores da Azoia de Baixo.

## Biografia
Seguiu a carreira das armas e passou ao Brasil onde, sendo já Fidalgo da Casa Imperial, recebeu o título de 1.º Barão de Sorocaba, por Decreto de D. Pedro I do Brasil de 12 de Outubro de 1826, tendo usado as Armas de seu pai com Coroa de Barão, foi Superintendente-Geral das Quintas e Fazendas Imperiais, e custodiava a Fazenda Imperial de Santa Cruz, residência de veraneio da família imperial brasileira, e Veador da Casa Imperial e de Sua Majestade Imperial a Imperatriz Maria Leopoldina da Áustria.

## Casamento e descendência
Em São Paulo, a 8 de Julho de 1812, casou com Maria Benedita de Castro Canto e Melo, a Baronesa de Sorocaba, irmã da 1.ª Viscondessa de Santos com Grandeza e Marquesa de Santos e do 2.º Visconde de Castro com Grandeza, todos filhos do 1.º Visconde de Castro com Grandeza. Do casamento houve descendência, mas o segundo filho, Rodrigo Delfim Pereira, foi sempre considerado como filho ilegítimo de D. Pedro I do Brasil. Sua filha Margarida de Castro Delfim Pereira casou primeira vez com António Alves Gomes Barroso e a segunda vez com Leopoldo Augusto da Câmara Lima, 1.º Barão de São Nicolau. Seu filho Rodrigo Delfim Pereira casou no Rio de Janeiro a 14 de Novembro de 1851 com D. Carolina Maria Bregaro.